# 愛媛県道168号菊間停車場線
愛媛県道168号菊間停車場線（えひめけんどう168ごう きくまていしゃじょうせん）は愛媛県今治市を通る一般県道である。JR四国予讃線の菊間駅から国道196号までをつなぐ。

## 概要

### 路線データ
- 総延長：0.3 km
- 起点：今治市菊間町浜
- 終点：今治市菊間町浜

## 歴史
- 1923年（昭和3年）9月14日 - 愛媛県告示第527号により、本路線を県道として認定される[1]。
- 1958年（昭和33年）6月27日 - 愛媛県告示第566号により、本路線を整理番号59番として県道に再認定される[2]。
- 1972年（昭和47年）3月16日 - 愛媛県が愛媛県道168号菊間停車場線として認定。

## 地理

### 通過する自治体
- 今治市

### 交差する道路
- 国道196号

### 沿線にある施設など
- JR四国予讃線 菊間駅
- 遍照院